# Юридическая клиника
Юриди́ческая кли́ника — участник негосударственной системы бесплатной юридической помощи. Юридические клиники создаются на базе высших учебных заведений с целью оказания правовой помощи и правового просвещения населения и формирования у обучающихся по юридической специальности навыков оказания юридической помощи.
Юридическая клиника создаётся в качестве юридического лица, если такое право предоставлено образовательной организации высшего образования её учредителем, или структурного подразделения образовательной организации высшего образования.
Юридические клиники могут оказывать бесплатную юридическую помощь в виде правового консультирования в устной и письменной форме, составления заявлений, жалоб, ходатайств и других документов правового характера.
Консультации в юридических клиниках дают студенты старших курсов, обучающихся по юридической специальности в образовательных организациях высшего образования, под контролем преподавателей или практикующих юристов.
Впервые в новейшее время юридическая клиника была воссоздана 20 ноября 1995 года на юридическом факультете Петрозаводского государственного университета на основании приказа ректора  Васильева В.Н. Содействие созданию Юридической клиники ПетрГУ оказали Союз юристов Республики Карелия, Вермонтская Ассоциация юристов (США) и Юридическая клиника Саулт-Роялтона Вермонтской школы права, а также Коллегия адвокатов Республики Карелия и Министерство юстиции Республики Карелия.
В юридических клиниках оказывается помощь гражданам Российской Федерации. Категории граждан определяются правилами работы конкретной клиники в рамках Закона «О бесплатной юридической помощи в РФ».

## Происхождение термина
Впервые термин «юридическая клиника» употребил в 1855 году Дмитрий Иванович Мейер в статье «О значении практики в системе юридического образования». «Я позволяю себе это выражение, — писал Мейер, — имея в виду, что клиника сама по себе означает только применение знания к делу». Широко использоваться термин начал в конце 19 века в связи с обсуждением вопроса о преподавании права в России.
В 1897 году кишинёвский присяжный поверенный Иосиф Соломонович Иосилевич сформулировал задачу юридической клиники. Он писал:

«вместо отвлеченного рассуждения о теоретическом правиле, демонстрируйте пред читателем конкретное дело, откройте ему лабораторию юристов-практиков, разверните пред ним весь процесс борьбы, которая происходила между сторонами или между ними и судом, и это принесет, по моему мнению, двойную пользу. С одной стороны этим путём лучше усвояется самое теоретическое правило, а с другой, что еще важнее, знакомишься со способом применения правовых начал, со способом постановки диагноза дела и лечения его и, таким образом, приобретается знание и искусство вместе. Это будет своего рода юридическая клиника, которой, к сожалению, у нас нет… Вместо осмысленной постановки вопроса, вытекающего из дела, вместо точного установления диагноза дела и разумного, логического, толкового и справедливого разрешения существенных вопросов и правильного применения общих начал права, очень часто спорят о предметах, фактах, вовсе не важных или маловажных…»— 
 Следуя этой программе, Иосилевич опубликовал в «Юридической газете» (за 1897—1898 годы) цикл из 30 практических статей под общим названием «Юридическая клиника».
Первое упоминание термина «юридическая клиника» в зарубежной литературе относится к 1900 году, когда в журнале «Deutsche Juristen-Zeitung» была опубликована статья профессора Георга Фроммгольда под названием «Juristische Kliniken». «Указывая на то огромное значение, какое имеют для врачебной практики клиники, существующие при медицинских факультетах и академиях, Фроммгольд предлагает наподобие их устроить клиники при юридических высших учебных заведениях, где учащиеся разбирали бы под руководством профессора не вымышленные или отжившие юридические казусы, а оказывали бы непосредственную юридическую помощь нуждающимся в том лицам, занимаясь живыми, неразрешенными еще делами».

## Юридические клиники сегодня
В настоящее время юридические клиники получили весьма широкое распространение. Почти все юридические факультеты вузов или юридические вузы стараются создать юридическую клинику. Достоинства юридических клиник очевидны — они приносят пользу как студентам, дающим консультации, так и их посетителям — гражданам, зачастую относящимся к категории малообеспеченных.
Будучи участниками негосударственной системы бесплатной юридической помощи, многие юридические клиники стремятся поддерживать на высоком уровне качество своей работы. С одной стороны это позволяет готовить более квалифицированных специалистов в области юриспруденции, а с другой — даёт квалифицированную юридическую помощь гражданам. Для достижения указанного результата создаются специализированные организации, направленные на развитие юридического клинического образования, распространение идей и методов юридического клинического образования, внедрение в вузах, занимающихся подготовкой юристов, иных практических методов обучения и т. д.

## Порядок работы в юридической клинике
Каждая юридическая клиника, будучи самостоятельной организацией или структурным подразделением высшего учебного заведения может устанавливать собственный порядок работы в соответствии с издаваемыми локальными нормативными актами.
Юридическая клиника формируется из студентов и преподавателей высшего учебного заведения, часто к работе привлекаются юристы, окончившие вуз и занимающиеся самостоятельной практикой. Консультации в клиниках осуществляются в группах по 2-10 человек под руководством куратора (преподавателя или юриста). Обычно студенты не дают ответ на первом приёме, а подробно знакомятся с проблемой посетителя, его документами и назначают повторную консультацию. Консультации даются только по правовым вопросам, то есть, если посетитель хочет получить, например, психологическую помощь по вопросу, хотя даже и связанному с правом, но не правовому, в консультации ему будет отказано.
Основные модели работы юридических клиник:
1. Личное консультирование.
Посетитель приходит в определённое время на приём по предварительной записи или в порядке живой очереди (в зависимости от правил внутреннего распорядка клиники). Во время приёма консультант проводит опрос посетителя, знакомится с документами, делает копии при необходимости. В ходе консультации может быть дано устный/письменный ответ на вопрос, составлены процессуальные документы (иск, ходатайство, жалоба и т. д.)
2. Дистанционное консультирование.
Под дистанционным консультированием понимаются ответы на обращения граждан посредством электронной или обычной почты. Обращение поступает в юридическую клинику, передаётся консультанту. В течение определённого количества времени (1-2 недели) консультант готовит ответ, ответ проверяется куратором клиники и направляется гражданину.
3. Телефонные консультации.
Образуются так называемые «горячие линии», на которых дежурят студенты и отвечают на вопросы граждан по телефону. В основном такие консультации даются по не очень сложным правовым вопросам, или даётся рекомендация записаться на личный прием.
4. Выездные консультации.
Юридические клиники могут организовывать выездные консультации в социальные учреждения (дома престарелых, детские дома и др.) по предварительной договорённости, где клиницисты дают консультации людям, не имеющим возможности обратиться в клинику другим способом.

## Правовое регулирование деятельности юридических клиник
1. Федеральный закон от 21.11.2011 N 324-ФЗ «О бесплатной юридической помощи в Российской Федерации»
2. Законы субъектов РФ о бесплатной юридической помощи
3. Локальные акты, издаваемые в учебных заведениях, в которых работает юридическая клиника
4. Локальные акты юридических клиник